# Birgit Reitbauer

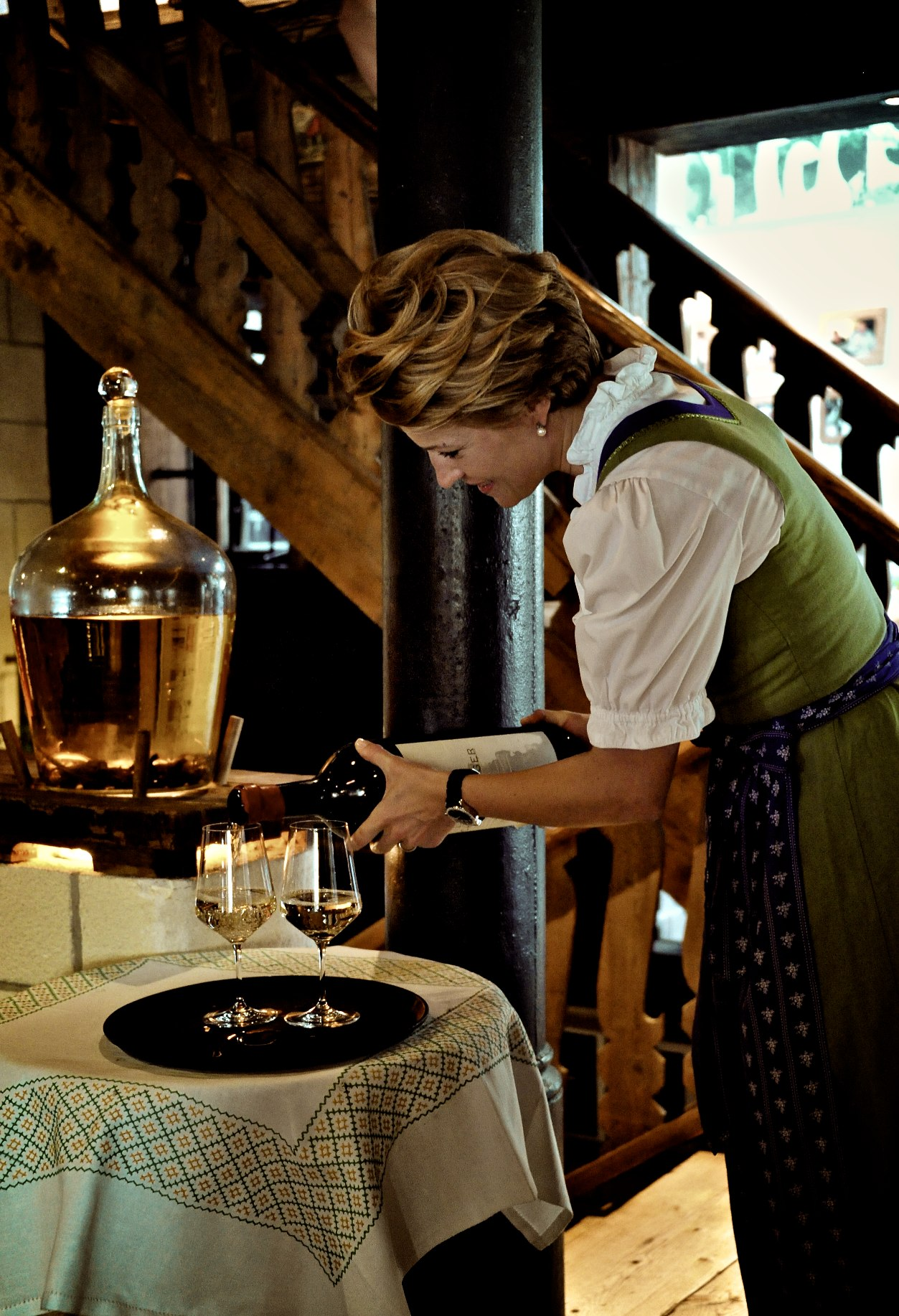
Reitbauer im Wirtshaus Steirereck am Pogusch (2011)

Birgit Reitbauer (geb. 25. Dezember 1974 in Stockerau, Niederösterreich) ist eine österreichische Gastronomin.

## Leben
Aufgewachsen in Langenzersdorf träumte sie, wie sie selbst sagt, bereits als Kind von einer Karriere in der Gastronomie. Als gelernte Tourismusfachfrau absolvierte Reitbauer ihre Grundausbildung an der Hotelfachschule Modul (heute Modul University Vienna). Nach Absolvierung ihren beiden Studien Betriebswirtschaft und Tourismusmanagement an der WU Wien arbeitete sie im Catering Unternehmen Do&Co, bevor sie als Geschäftsführerin des Stadthauses der Kurkonditorei Oberlaa eine leitende Position übernahm.
Gemeinsam mit ihrem Mann Heinz Reitbauer leitet die dreifache Mutter seit vielen Jahren das Restaurant Steirereck im Wiener Stadtpark, das seit 2009 zu den World’s 50 Best Restaurants zählt und 2020 vom Restaurantführer Gault-Millau mit 5 Hauben ausgezeichnet wurde.
Während der ersten Phase der COVID-19-Pandemie in Österreich 2020 hat sie gemeinsam mit ihrem Team Rettungskräfte und den Krisenstab der Bundesregierung kostenlos mit Essen versorgt.

## Auszeichnungen
- 2010 Woman of the Year Hotel- und Restaurantguide Relais & Châteaux[7]
- 2012 Gastronomin des Jahres, Falstaff[8]
- 2018 Service Award von Gault&Millau[8]
- 2019 Grandes Tables Award du Monde von Les Grandes Tables du Monde[9]
- 2020 Entrepreneur des Jahres in der Kategorie „Handel und Dienstleistung“[10]